# Giorgi Ziwadse
Giorgi Ziwadse (georgisch გიორგი ცივაძე; englisch Giorgi Tsivadze, ɡiɔrɡi t͡sivɑd͡zɛ; * 2. Januar 1993 in Batumi) ist ein georgischer Tennisspieler.

## Karriere
2011 begann Ziwadse regelmäßig Profiturniere zu spielen. Er spielte bislang ausschließlich auf der drittklassigen ITF Future Tour.
Sein bestes Ergebnis bei einem solchen Turnier war im Einzel bislang viermal das Erreichen des Halbfinals, zuletzt 2016. Im Doppel konnte auf der Future Tour acht Titel gewinnen – Den ersten im Jahr 2015, gefolgt von zwei Titeln 2016, vier im Jahr 2018 und einem 2019. Mitte 2017 schaffte er es einmal in die Top 500 der Tennisweltrangliste im Doppel.
Seit 2010 spielt Ziwadse für die georgische Davis-Cup-Mannschaft. In bislang 25 Begegnungen hat er eine Bilanz von 17:23 vorzuweisen. Mit seinem Team nahm er auch am 2020 erstmals ausgetragenen ATP Cup teil. Hier kam er in einer Partie zum Einsatz und unterlag mit Aleksandre Bakschi gegen das spanische Doppel aus Pablo Carreño Busta und Feliciano López. Georgien schied in der Gruppenphase aus.